# Växtförädlarrättslagen
Växtförädlarrättslagen (1997:306) är en svensk lag om ensamrätt att utnyttja växtsort, enligt lagen betecknad växtförädlarrätt.
Lagen har utformats i nära anknytning till UPOV-konventionen (internationella konventionen för skydd av växtförädlingsprodukter).
Växtförädlarrätten omfattar
1. den växtsort som registrerats i enlighet med vad som föreskrivs i lagen
2. samlingar av växter som inte tydligt skiljer sig från den registrerade sorten,
3. växtsorter som är väsentligen avledda från den registrerade sorten, om den registrerade sorten inte i sin tur är väsentligen avledd, och
4. växtsorter som kan framställas endast genom upprepad an- vändning av den registrerade sorten.[2]

Växtförädlarrätten innebär att ingen utan samtycke av innehavaren av växtförädlarrätten får utnyttja en växtsort eller en annan samling växter som omfattas av växtförädlarrätten genom att
1. producera eller reproducera förökningsmaterial,
2. bearbeta förökningsmaterial för förökningsändamål,
3. bjuda ut förökningsmaterial till försäljning,
4. sälja eller på något annat sätt tillhandahålla förökningsmaterial,
5. exportera förökningsmaterial från Sverige,
6. importera förökningsmaterial till Sverige, eller
7. lagerhålla förökningsmaterial för något av de ändamål som anges under 1–6.[3]

Vid registrering i det växtsortregister som förs av Statens jordbruksverk kan ske efter ansökan.
Statens jordbruksverk skall se till att material av växtsorten provas, om inte detta av särskilda skäl är onödigt.
Allmän domstol ska häva registreringen av en växtsort, om växtsorten på ansökningsdagen inte uppfyller kraven på:
1. nyhet
2. särskiljbarhet
3. enhetlighet
4. stabilitet.

Den som uppsåtligen eller av grov oaktsamhet gör intrång i en växtförädlarrätt döms till böter eller fängelse i högst två år.
Om sökanden visar sannolika skäl för att någon har gjort ett intrång i en växtförädlarrätt får domstolen vid vite besluta att någon eller några av dem som misstänks för intrång ska ge sökanden information om ursprung och distributionsnät för de varor eller tjänster som intrånget gäller (informationsföreläggande).
Om det skäligen kan antas att någon har gjort eller medverkat till ett intrång, får domstolen för att bevisning ska kunna säkras om intrånget besluta att en undersökning får göras hos denne för att söka efter föremål eller handlingar som kan antas ha betydelse för en utredning om intrånget (intrångsundersökning).
Ett beslut om informationsföreläggande eller om intrångsundersökning får meddelas endast om skälen för åtgärden uppväger den olägenhet eller det men i övrigt som åtgärden innebär för den som drabbas enligt den så kallade proportionalitetsprincipen.

## Förarbete
- ”Ny växtförädlarrättslag – LUs betänkande 1996/97:LU20”. Sveriges riksdag. 28 maj 1997. http://www.riksdagen.se/Webbnav/index.aspx?nid=37&dok_id=GK01LU20.